# Maliivka, Pokrovske
Maliivka (în ucraineană Маліївка) este un sat în comuna Velîkomîhailivka din raionul Pokrovske, regiunea Dnipropetrovsk, Ucraina.

## Demografie
Componența lingvistică a localității Maliivka
     Ucraineană (96,93%)
     Rusă (2,45%)
     Alte limbi (0,61%)
Conform recensământului din 2001, majoritatea populației localității Maliivka era vorbitoare de ucraineană (96,93%), existând în minoritate și vorbitori de rusă (2,45%).